# 1973 au Belize
1973 au Honduras britannique
Chronologie du Belize
- 1969
- 1970
- 1971
- 1972
- 1973
- 1974
- 1975
- 1976
- 1977

Cet article présente les faits marquants de l'année 1973 au Belize.
Cette année voit se dérouler un événement important pour le pays : son changement de nom. Le Honduras britannique devient le Belize.

## Gouvernement
- Monarque : Élisabeth II
- Gouverneur colonial du Honduras Britannique : Richard Posnett (en)[1]
- Gouverneur colonial du Belize : Richard Posnett (en)
- Premier ministre : George Cadle Price
- Ministre de l’Éducation et du Travail : Louis Sylvestre[1]
- Ministre de l'Intérieur et de la Santé : C. L. B. Rogers[1]
- Ministre du Commerce et de l'Industrie : Alexander Albert Hunter (en)[1]
- Ministre de l'Agriculture : Santiago Perdomo[1]
- Ministre de l’Énergie et des Communications : Fred Hunter (en)[1]
- Ministre des Travaux publics : Vernon Harrison Courtenay (en)[1]
- Président du Sénat : Ewart W. Francis[1]
- Juge en chef : Arthur Richard Franklin Dickson

## Statistiques
- x

## Évènements

### Non daté
- un hôpital est construit à Orange Walk Town, dans le district d'Orange Walk[1].
- fondation de Cubola Publishers (« les Éditions Cubola »), maison d'édition publiant romans, nouvelles et manuels scolaires[2].

### Janvier
- x

### Février
- x

### Mars
- adoption de la loi qui permet de renommer le pays en « Belize » au 1er juin, en prévision de l'indépendance à venir (et qui sera obtenue en 1981)[3].

### Avril
- 19 avril : le cycliste Anthony Hutchinson gagne la Holy Saturday Cross Country Cycling Classic[4].

### Mai
- x

### Juin
- 1er juin : colonie britannique depuis 1862, le Honduras Britannique change de nom et devient le BELIZE[3][5],[6]. Les nouveaux billets, dont la valeur est devenue dollar bélizien, seront mis en circulation au 1er janvier 1974[7].

### Juillet
- x

### Août
- x

### Septembre
- 27 septembre : fondation du Parti démocratique uni, parti politique de centre droit.

### Octobre
- x

### Novembre
- x

### Décembre
- x

## Sport
- Fondation de la Fédération du Belize de basket-ball.

## Décès
- x